# アニー・ドッジ・ワウネカ
アニー・ドッジ・ワウネカ（1910年4月11日 － 1997年11月10日）は、アメリカインディアン、ナバホ族の運動家、政治家。

## 来歴
1910年4月11日に、アリゾナ州ソーミルそばのホーガンで、ナバホ族のチー・ドッジと三番目の妻キーハナバーの間に生まれた。父親のチー・ドッジは牧場主で政治家だった。キーハナバーはアニーが生まれた次の年にチー・ドッジのもとを去ったので、チー・ドッジは3人のきょうだいとともにアニーを引き取った。ナバホ族の社会は他のインディアン部族と同じく母系であるので、一夫多妻制の中で子供たちは母親が違っていても正式な兄弟姉妹として育てられた。
ドッジは英語に堪能で、白人の通訳を務め、最新の設備を備えた牧場を持ち、部族会議議長を任じていた。こういうわけで、アニーの育った環境は他のナバホ族のようなホーガン住まいではなく、白人の農家に近かった。農場には労働者もおり、アニーたちも羊を追う生活だった。
1918年、8歳でアリゾナ州のデフィエンス砦のインディアン寄宿学校に入学した。初年度にインフルエンザが発生し、アニーは看護婦の補助をしたことで、生涯の職業を見つけることとなった。 その後、ニューメキシコ州アルバカーキのインディアン学校に進んだ。1929年10月にインディアン学校で出会ったジョージ・ワウネカと結婚した。当時のナバホ族では、両親の世話によらない結婚は珍しいものだった。
1934年に「インディアン再編成法」が施行され、「部族会議」が「部族を支配するための政府」という位置づけとなり、アニーはチー・ドッジと首長制というシステムを学ぶことになった。ウィンドーロック近くのクレジトーで羊を放牧し、ジョージとの間にジョージア＝アン、ヘンリー、イルマ、フランクリン、ローレンチータとサリーの6子が生まれた。また、チー・ドッジの助手としてしばしば保留地内を移動した。

### 運動家となる
アニーは保留地で蔓延する病、特に結核が部族民を蝕むのを見て、「白人のメディスン」でしかこれを克服できないと考え、呪い師を通して食事の衛生改善を訴え、部族民を説得した。アニーはさらなる衛生環境改善のために部族会議を活用すべきと考え、選挙に立候補してナバホ族初の女性議員となった。
アニーは健康委員会の委員長になり、結核撲滅のプロジェクトを進め、1954年の二期目、1959年の三期目まで再選された。アニーの最大貢献事の一つとされるのが、英語の医学辞典のナバホ語翻訳をまとめたことで、またナバホ族のための産婦人科、小児医療を含むヘルスケアの改善や、耳鼻科の定期検診、反アルコール乱用運動に取り組み、アメリカ公衆衛生局ニューメキシコ委員会顧問を務めた。
1960年、ニューメキシコ州ギャラップのAMラジオ局「KGAK」で、健康問題をテーマにしたナバホ語のラジオの帯番組を担当したほか、ガールスカウトの指導も務めた。

### 受賞歴
1958年に、健康問題への取り組みが評価されて「ジョセフィン・ヒューズ賞」と、アリゾナ・プレス女性協会の「女性代表賞」を獲得した。翌年、アリゾナ公衆衛生協会に「公衆衛生の目覚ましい働き手」という名前をつけられ、またこの年、父（1945年受賞）に続いてシカゴの「インディアンの会議の火」の「インディアン達成賞」を受賞した。
1963年12月6日、医療に関する貢献を称えられ、リンドン・ジョンソン大統領からインディアン初となる大統領自由勲章を授与された。ジョンソン大統領の表彰状には、こう書かれている。「ナバホ族部族会議初の女性議員、健康改善プログラムのための彼女の長きにわたる改革運動によって、彼女は劇的に、同胞間で病気に対する脅威を減らし、彼らの生活改善を助けた。
1976年、アリゾナ大学から、公衆衛生部門で名誉博士号を授与された。1984年、ナバホ族部族会議は、彼女を「ナバホの人々の伝説的な母」として表彰した。80代になってもアニーは部族会議のアドバイザーを務めた。1996年5月9日、彼女の母校アリゾナ大学は、二つ目の名誉学位としてアニーに法律博士号授与を決め、アニーの孫のミルトン・J・ブルーハウスと学生たちから博士号が贈られた。
1997年11月10日に、87歳で死去。アニーの孫の一人であるナバホ族部族会議議長のアルバート・ホールは、彼女について「彼女は、我々ナバホ族に誇りをもたらした」 と述べている。2000年10月7日、ニューヨーク州セネカフォールの「全米女性の栄誉の殿堂」に加えられた。